# Барвенковский городской совет
Барвенковский городской совет — упразднённая административная единица в составе Барвенковского района Харьковской области Украины.
Административный центр городского совета находился в городе Барвенково.

## Населённые пункты совета
- город Барвенково

### Ликвидированные населённые пункты
- село Надеждовка